# Gösta Möller
Sven Gösta Möller (ur. 15 czerwca 1887 w Karlskronie, zm. 23 września 1983 tamże) – szwedzki lekkoatleta specjalizujący się w biegach sprinterskich, uczestnik igrzysk olimpijskich.
W 1912 roku Möller reprezentował Szwecję na V Letnich Igrzysk Olimpijskich w Sztokholmie, gdzie wziął udział w dwóch dyscyplinach. Na dystansie 200 metrów biegł w dziesiątym biegu eliminacyjnym, gdzie z nieznanym case zajął trzecie miejsce i odpadł z dalszej rywalizacji. Na dystansie 400 metrów biegł w piątym biegu eliminacyjnym. Z nieznanym czasem zajął miejsca 3-4 i odpadł z dalszej rywalizacji.
Reprezentował barwy klubu Karlskrona AIF.
Rekordy życiowe:
- bieg na 200 metrów – 23,4 (1912)
- bieg na 400 metrów - 52,0 (1912)